# Gasterorhamphosus zuppichinii
Gasterorhamphosus zuppichinii è un pesce osseo estinto, appartenente ai gasterosteiformi. Visse nel Cretaceo superiore (Campaniano - Maastrichtiano, circa 72 milioni di anni fa) e i suoi resti fossili sono stati ritrovati in Italia.

## Descrizione
Questo pesce era di piccole dimensioni, e non doveva superare i 5 centimetri di lunghezza. Era un pesce assai simile all'attuale pesce trombetta (Macroramphosus scolopax) e come questo possedeva un muso molto allungato, anche se non quanto quello della specie attuale. Come nella specie attuale, era presente una grande e robusta spina sul dorso, dal margine posteriore seghettato. Tra le caratteristiche peculiari di questo pesce vi erano il capo compresso lateralmente, il muso allungato dovuto al preopercolo ben sviluppato, 17 o 18 vertebre di cui 9 o 10 caudali.

## Classificazione
Gasterorhamphosus è un rappresentante dei gasterosteiformi, il gruppo di pesci attualmente rappresentati dagli spinarelli e dai pesci trombetta, a volte considerati parte dei singnatiformi. 
Gasterorhamphosus zuppichinii venne descritto per la prima volta nel 1981 da Lorenzo Sorbini, sulla base di fossili ritrovati nella zona di Nardò, in provincia di Lecce. Questa specie è stata la prima specie di pesce descritta proveniente dai giacimenti fossiliferi di Nardò. 

## Paleoecologia
Esemplari simili a Gasterorhamphosus sono oggi pelagici o semipelagici, nuotano debolmente o vengono trasportati dalla corrente; sono distribuiti ampiamente nei mari tropicali, subtropicali e temperati.